# Gisela Graichen
Gisela-Ute Graichen (* 1944 in Stendal) ist eine deutsche Autorin, Fernsehjournalistin und Regisseurin.

## Werdegang
Gisela Graichen studierte Publizistik, Rechts- und Staatswissenschaften und wurde Diplom-Volkswirtin. Sie entwickelte als Fernsehautorin für das ZDF Dokumentarfilme wie Schliemanns Erben und Humboldts Erben. 1992 wurde sie mit dem Deutschen Preis für Denkmalschutz für die erste sechsteilige Staffel C 14 – Vorstoß in die Vergangenheit ausgezeichnet. 2002 wurde sie für Schliemanns Erben mit dem Bayerischen Fernsehpreis ausgezeichnet. 2006 wurde Graichen das Bundesverdienstkreuz am Bande verliehen.

## Bücher
Graichen hat an vielen Büchern in Form von Beiträgen bzw. Kapiteln und teilweise auch durch ihre Herausgeberschaft mitgewirkt.
- mit Nanou Ellerbrock: „... mir reichts“. Gespräche mit Aussteigern. Hoffmann und Campe, Hamburg 1981, ISBN 3-455-08807-4.
- mit Erika Dreyer-Eimbcke: „Machbar ist ’ne ganze Menge“. Arbeitslose finden neue Wege. Econ, Düsseldorf/Wien 1984, ISBN 3-430-13357-2.
- Die Neuen Hexen. Gespräche mit Hexen. Hoffmann und Campe, Hamburg 1986, ISBN 3-455-08611-X (2. Auflage 1986, aktualisierte Taschenbuchausgabe 1999).[1]
- Das Kultplatzbuch – ein Führer zu den alten Opferplätzen, Heiligtümern und Kultstätten in Deutschland. Hoffmann und Campe, Hamburg 1988, ISBN 3-455-08282-3 (2. Auflage 1988, 3. Auflage 1990, 4. Auflage 1991, Taschenbuchausgabe 1991, Lizenzausgabe 1997).
- mit Hans Helmut Hillrichs: „..und weil sie nicht gestorben sind“. Briefe an Märchenfiguren. Hoffmann und Campe, Hamburg 1991, ISBN 3-455-08421-4.
- mit Hans Helmut Hillrichs (auch Herausgeber) und anderen Autoren:[2] Vorstoß in die Vergangenheit. Archäologische Entdeckungen in Deutschland. Bertelsmann, München 1992, ISBN 3-570-01389-8 (Taschenbuchausgabe 1999).
- mit Hans Helmut Hillrichs (auch Herausgeber) und anderen Autoren:[3] Die Gebeine des Papstes. Neue archäologische Entdeckungen in Deutschland. Bertelsmann, München 1993, ISBN 3-570-12019-8.
- mit Michael Siebler: Schliemanns Erben. Entschlüsseln Archäologen unsere Zukunft? Philipp von Zabern (Herausgeber), Mainz 1996, ISBN 3-8053-1818-9.
- mit einem Nachwort von Hans Helmut Hillrichs: Schliemanns Erben und die Botschaft der versunkenen Städte. Hoffmann und Campe, Hamburg 1998, ISBN 3-455-11207-2 (Lizenzausgabe 2000).[4]
- Schatzjäger in Deutschland. C 14 – Vorstoß in versunkene Welten. Bertelsmann, München 1998, ISBN 3-570-00297-7 (Taschenbuchausgabe 2000).[5]
- Schliemanns Erben. Von den Schwarzen Pharaonen zu den Herren der eisigen Höhen. RM-Buch-und-Medien-Vertrieb, Bastei Lübbe (Herausgeber). Rheda-Wiedenbrück/Gütersloh 1999.[6]
- Humboldts Erben. Expeditionen zu den Grenzen des Wissens. Lübbe, Bergisch Gladbach 2000, ISBN 3-7857-2021-1 (Taschenbuchausgabe 2003).
- Goldfieber. Von den Minen der Skythen zu den Schätzen Timbuktus. Econ, München 2002, ISBN 3-430-14596-1.[7]
- Schliemanns Erben. Von den Römern im Orient zur Goldstraße der Inka. Hoffmann und Campe, Hamburg 2003, ISBN 3-455-09403-1.
- Heilwissen versunkener Kulturen. Im Bann der grünen Götter. Econ, München 2004, ISBN 3-430-13359-9.[8]
- mit Horst Gründer: Deutsche Kolonien. Traum und Trauma. Ullstein, Berlin 2005, ISBN 3-550-07637-1 (Neuausgabe 2007).
- Limes. Roms Grenzwall gegen die Barbaren. Scherz, Frankfurt am Main 2009, ISBN 978-3-502-15186-9.[9]
- mit Matthias Gretzschel: Die Prussen: Der Untergang eines Volkes und sein preußisches Erbe. Scherz Verlag, Frankfurt am Main 2010, ISBN 978-3-502-15172-2.[10]
- mit Rolf Hammel-Kiesow und Alexander Hesse: Die Deutsche Hanse. Eine heimliche Supermacht. Rowohlt, Reinbek 2011, ISBN 978-3-498-02519-9.
- mit Alexander Hesse: Die Bernsteinstraße: verborgene Handelswege zwischen Ostsee und Nil. Rowohlt, Reinbek 2012, ISBN 978-3-498-02522-9 (arabische Übersetzung 2016).
- mit Alexander Hesse: Geheimbünde. Freimaurer und Illuminaten, Opus Dei und Schwarze Hand. Rowohlt, Reinbek 2013, ISBN 978-3-498-02526-7.
- mit Harald Lesch: Liegt die Antwort in den Sternen? Wie Astrophysik die Rätsel der Archäologie löst. Propyläen, Berlin 2022, ISBN 978-3-549-10046-2.[11]
- mit Matthias Wemhoff: Gründerzeit 1200. Wie das Mittelalter unsere Städte erfand. Propyläen, Berlin 2024, ISBN 978-3-549-10065-3.

## Preise und Auszeichnungen
- 1992 Silberne Halbkugel des Deutschen Preises für Denkmalschutz für C14 – Archäologische Entdeckungen in Deutschland, Dokuserie
- 1996 Nominierung zum Telestar für Schliemanns Erben, Dokuserie
- 1998 Cinarchea – Internationales Archäologie-Film-Kunst-Festival Kiel
- 2000 1. Preis Archäologie-Filmfestival Rovereto – XI Rassegna Internazionale del Cinema Archeologico
- 2001 Nominierung Grimme-Preis
- 2002 Bayerischer Fernsehpreis für Schliemanns Erben, Dokuserie
- 2004 Spezialpreis der Jury beim Internationalen Filmfestival Bordeaux
- 2006 Bundesverdienstkreuz
- 2008 Cinarchea – 8. Internationales Archäologie-Film-Kunst-Festival Kiel, Preis für Grabung und Methoden
- 2009 Goldene Halbkugel, World Media Festival in Hamburg
- 2014 „Goldene Schaufel“, Archäologisches Landesamt Schleswig-Holstein
- 2015 Berufung in die Europäische Akademie der Wissenschaften und Künste, Salzburg